# لوی مدیندا
لوی مدیندا (انگلیسی: Lévy Madinda؛ زادهٔ ۲۲ ژوئن ۱۹۹۲) بازیکن فوتبال اهل گابن است.
از باشگاه‌هایی که در آن بازی کرده‌است می‌توان به باشگاه خیمناستیک تاراگونا، باشگاه فوتبال سلتاویگو، و باشگاه فوتبال آستراس تریپولی اشاره کرد.
وی همچنین در تیم ملی فوتبال گابن بازی کرده‌است.